# Michigan J. Frog
 Michigan J. Frog est un personnage des dessins animés Merrie Melodies (Warner Bros.). Ce personnage, qui représente une grenouille verte, a été créé par Chuck Jones. Elle apparaît la première fois dans le cartoon One Froggy Evening (1955).

## Histoire
Michigan J. Frog, personnage de grenouille verte mâle à grande gueule, a été créé en 1955 par Chuck Jones. C'est le personnage principal du cartoon One Froggy Evening. Cette grenouille n’avait pas de nom au départ, mais elle reçut celui-ci d'après la chanson de ragtime parodique The Michigan Rag, de Michael Maltese et Chuck Jones. Dans un documentaire du DVD Looney Tunes Golden Collection, Chuck Jones affirme qu'il avait trouvé le nom dans les années 1970 durant un entretien avec l'écrivain Jay Cox (le « J. » étant inspiré par le prénom de l'interviewer).
Dans le cartoon fondateur La Légende du ténor grenouille (One Froggy Evening, 1955), la grenouille est découverte dans un coffret en forme de boîte à chaussure. Elle porte un chapeau haut-de-forme sur la tête, et canne à la main, elle chante en ténor et danse avec un répertoire de music-hall. Mais face à un public, elle redevient une grenouille ordinaire, au grand désespoir de son propriétaire.
Sa seconde apparition dans un cartoon se fait 40 ans après, dans Another Froggy Evening (1995). L'histoire reprend celle originale (ainsi que les deux mêmes personnages de la grenouille et de l'homme moustachu qui la découvre) mais la décline sur trois périodes de l'histoire de l'Humanité (préhistoire, empire romain, conquête de l'Amérique) puis une dernière fois sur une île perdue, où la grenouille trouve enfin quelqu'un qui la comprend dans la personne de Marvin le Martien.
Michigan J. Frog a été la mascotte de The WB Television Network de 1994 à 2006 jusqu'à la fusion avec UPN et le renommage en The CW Television Network.

## Filmographie
Dans les classiques :
- La Grenouille magique (One Froggy Evening) (1955)
- Another Froggy Evening (1995)

Aussi dans les séries :
- Tiny Toon Adventures (épisode The Wide World Of Elmyra et Physic Fun-Omenon Day) (1990)
- Animaniacs (épisode Night of the Living Buttons (cameo)) (1996)
- Titi et Grosminet mènent l'enquête (épisodes Froggone It et One Froggy Throat) (1997)
- Duck Dodgers (épisode Talent Show a Go-Go) (2004)
- Bugs ! Une production Looney Tunes (Wabbit/New Looney Tunes) (épisode Misjudgment Day) (2016)
- Looney Tunes Cartoons (épisode Happy Birthday Bugs Bunny!) (2020)

Présent aussi dans ces films cinéma :
- Space Jam (apparait en auditeur) (1996)
- Looney Tunes: Back in Action (cameo) (2003)